# Shaot Zmaniot
Les heures proportionnelles (hébreu : שעות זמניות « heures périodiques ») sont les heures utilisées dans la Loi juive pour fixer les différents moments de la journée, dont celui des offrandes (devenu, après la destruction du Temple, celui des offices de prière). Elles sont définies comme la douzième partie du temps d'ensoleillement, lequel dépend de différents paramètres astronomiques (le lever, le coucher, le laps de temps qui s'écoule entre eux et la position angulaire du soleil avant de monter) et varie en fonction de la région du globe terrestre.

## Les heures proportionnelles dans les sources juives
Il ressort clairement des premiers chapitres du traité Berakhot (premier des 64 traités de la Mishna) que les Sages raisonnent en termes de moments déterminés : ainsi, ils déterminent que le moment de la lecture du shema le soir, que la Torah définit par le terme vague de « lorsque tu te couches », a lieu à partir de la sortie des étoiles (tzet hakokhavim) jusqu'à la mi-nuit (hatzot halayla) ; celle du matin (« à ton lever ») ne peut se faire que jusqu'à trois heures du jour.
Ces moments de la journée, ainsi que le coucher du soleil (shqiya), l'aube (amoud hasha'har), la brune (bein hashemashot) et d'autres sont également critiques pour la bonne observance du chabbat, le moment auquel le hametz doit avoir disparu des foyers avant Pessa'h, etc. 
Cependant, la détermination de ces moments n'est pas traitée dans la littérature talmudique, le sujet étant abordé pour la première fois par Rabbi Abraham bar Hiyya Hanassi, un mathématicien du XIIe siècle. Comme l'horloge astronomique (de laquelle dérive la mesure du temps actuelle) n'est apparue qu'un siècle plus tôt, il estime que le système employé par les anciens était celui du cadran solaire et que les heures étaient en conséquence des heures solaires. Cette opinion acquiert force de loi dans le commentaire sur la Mishna de Moïse Maïmonide, bien que d'autres autorités médiévales semblent avoir calculé le temps en heures astronomiques et aient été suivies par quelques autorités ultérieures, dont Jacob Emden.
L'usage d'heures solaires, donc proportionnelles, est consacré dans le Choulhan Aroukh, considéré comme le code standard de la Loi juive.

### Calcul de lashaa zmanit
La shaa zmanit correspond au douzième du temps d'ensoleillement. Elle est divisée en 1 080 halakim (parties), chaque partie faisant 3⅓ secondes ou 1/18e de minute (standards) sur le modèle du she (« épi de blé ») babylonien, qui équivaut à 1/72e de degré de rotation céleste. Elle ne correspond à l'heure astronomique qu'à l'occasion des équinoxes d'automne et de printemps, est plus courte en hiver et plus longue en été.
La définition exacte du temps d'ensoleillement fait l'objet de divergences d'opinions rabbiniques. Les trois principales méthodes de mesure utilisées sont celles du Maguen Avraham (Avraham Gombiner de Kalisz) d'une part, et du Gaon de Vilna et du Baal haTanya (Shneur Zalman de Liadi) d'autre part.

#### Méthode duMaguen Avraham
Selon le Magen Avraham, le temps d'ensoleillement se définit comme le laps de temps compris entre l'aube (’alot hasha'har), qui se produit lorsque les rayons du premier soleil deviennent évidents et que le ciel commence à s'éclairer, et la sortie des étoiles (tzet hakokhavim), définie par le moment où trois étoiles de luminosité moyenne deviennent visibles dans le ciel. 
Selon cette méthode, si le ciel s'éclaircit à 5h00 (standard) et les étoiles apparaissent à 19h30, la journée dure 14,5 heures standard (870 minutes) et une heure proportionnelle dure 72,5 minutes standard.
Pour le Maguen Avraham, l'aube commence donc 72 minutes standard avant le lever du soleil et les étoiles apparaissent également 72 minutes fixes après le coucher de soleil.

#### Méthode du Gaon de Vilna et duBaal haTanya
Selon ces autorités, la journée commence lors du netz ha'hama (lever du soleil), défini comme le moment où le soleil lui-même devient visible dans le ciel, et le coucher du soleil (shkiat ha'hama), la durée au cours de laquelle le disque du soleil disparaît complètement sous l'horizon.
Cette période est fractionnée en douze portions d'égale durée : les heures proportionnelles, elles-mêmes contenant soixante minutes d'égale durée.  Si le lever du soleil avait lieu à 6h30 (standard) et le coucher du soleil à 18h40 (standard), une heure proportionnelle serait de 60 minutes standard.

## Les différents repères de la journée
Les différents zmanim (moments de la journée) répertoriés dans la littérature des Sages sont, par ordre chronologique :
- alot hasha'har (hébreu : עלות השחר « montée du matin »), l'aube, début de la période de transition entre la nuit et le jour. Cette période d'incertitude est l'objet de nombreuses discussions talmudiques. On estime qu'elle correspond à une déclinaison du soleil à 16.1° sous l'horizon. 
Les jeûnes, excepté ceux de yom kippour et du 9 av, débutent à cet instant. C'est aussi, selon le Maguen Avraham, le début de la journée et le calcul des shaot zmaniot débute à et instant.
- michèyakir (hébreu : משיכיר « dès que l'on [re]connaît »), moment auquel, selon le Talmud, la luminosité est suffisante pour qu'on puisse commencer à « distinguer les fils blancs du fil bleu » des tsitsit[3] (franges rituelles).
C'est à partir de ce moment qu'on peut mettre les tefillin (phylactères) et réciter le Shema Israël.
- netz ha'hama (hébreu : נץ החמה « sortie du soleil »), fin de la période de transition entre la nuit et le jour. Le soleil est entièrement visible.
C'est le moment idéal pour réciter la prière (’amida) du matin et c'est à partir de ce moment qu'une femme dont les menstrues ont pris fin peut effectuer ses bedikot (vérification de la présence de taches de sang sur ses sous-vêtements) du matin. C'est aussi, selon la majorité des opinions, le début de la journée.
  - l'heure limite pour la récitation du Shema Israël le matin a lieu à la troisième heure du jour, c'est-à-dire trois heures proportionnelles après le netz ha'hama selon le Gaon de Vilna et le Baal haTanya ou après alot hasha'har selon le Maguen Avraham. Bedieved (c'est-à-dire si l'on ne s'est pas acquitté de cette prescription de façon inintentionnelle), on dispose encore de la quatrième heure proportionnelle pour accomplir le commandement.
  - l'heure limite pour la prière du matin se situe quatre heures proportionnelles après le netz ha'hama. Bedieved, cette obligation peut être remplie jusqu'à hatzot (cf. infra).
- ’hatzot hayom (hébreu : חצות היום, « la moitié du jour »), mi-journée, l'instant où le soleil se trouve à équidistance entre son lever et son coucher.
C'est à partir de ’hatzot hayom que l'on peut, le 9 av, de nouveau s'asseoir sur un siège normal.
- Min'ha gdola (hébreu : מנחה גדולה « la grande min'ha ») a lieu une demi-heure proportionnelle après hatzot.
C'est à partir de ce moment qu'on peut réciter la prière de l'après-midi. Selon certains décisionnaires, les interdictions stipulées dans la mishna Chabbat 1:2 (ne pas entrer chez le coiffeur, dans une tannerie, en jugement, etc.) ont lieu à Min'ha gdola.
- Min'ha ktana (hébreu : מנחה קטנה « la petite min'ha ») a lieu neuf heures et demie proportionnelles après le lever du soleil. 
C'est le moment idéal pour faire la prière de l'après-midi et celui à partir duquel une femme en période post-menstruelle immédiate peut effectuer ses bedikot de l'après-midi.
- Plag hamin'ha (hébreu : פלג המנחה « séparation d'avec la min'ha » a lieu 75 minutes proportionnelles avant la fin du jour. 
Selon Rabbi Yehouda, il est possible de réciter la prière du soir si l'on a récité celle de l'après-midi juste avant[4]. On ne peut « accueillir » (commencer à observer) le chabbat ou les jours fériés avant le plag[5].
- Shkiya (hébreu : שקיעת החמה shqiyat ha'hama « coucher du soleil »), début de la période de transition entre le jour et la nuit (bein hashemashot). Cette période d'incertitude est l'objet de nombreuses discussions talmudiques. On estime qu'elle a lieu lorsque le soleil est à un angle de 5/6èmes (0.8333) de degré sous l'horizon.
C'est le dernier délai pour la prière de l'après-midi et toutes les prescriptions devant être faites pendant le jour. C'est également le dernier moment pour les bedikot de l'après-midi. 
  - l'heure d'allumage des bougies de chabbat et des jours fériés  se fait idéalement 18 minutes proportionnelles avant la shkiya. A Jérusalem, la coutume est d'allumer quarante minutes avant la shkiya, bien que les décisionnaires séfarades conseillent de ne pas suivre cette coutume.
- Bein hashemashot (hébreu : בין השמשות « l'entre-soleils ») est la période intermédiaire entre le jour et la nuit. Sa détermination précise est extrêmement complexe et controversée et trois opinions différentes s'affrontent.
- tzet hakokhavim (hébreu : צאת הכוכבים « sortie des étoiles »), moment après la fin où trois étoiles de taille moyenne sont visibles dans le ciel. Certaines communautés considèrent que la sortie des étoiles a eu lieu quand le soleil est à 7,08 degrés au-dessous de l'horizon.
Selon les contradicteurs de Rabbi Yehouda, c'est à partir de ce moment que l'on peut réciter la prière du soir, la lecture vespérale du Shema et le décompte du omer. On allume les bougies de Hanoucca, les jeûnes prennent fin et les femmes qui ont vérifié pendant sept jours qu'elles n'avaient plus de résidus menstruels se rendent au bain rituel pour se purifier.
La fin du chabbat et des jours fériés a lieu lorsque l'on discerne (par temps clair) trois petites étoiles. Il est généralement établi que le soleil est alors à 8.5° sous l'horizon.
- ashmourot halayla (hébreu : אשמורות הלילה tours de garde nocturnes), divisant la nuit en trois périodes égales. Elles n'ont pas d'incidence majeure, en dehors d'une controverse talmudique sur leur sens symbolique[6].
- hatzot halayla (hébreu : חצות הלילה la « mi-nuit »), l'instant où le soleil se trouve à équidistance entre son lever et son coucher. Ce moment a lieu 12 heures proportionnelles après hatzot hayom.
Hatzot halayla est le dernier moment autorisé par les Sages pour réciter le Shema Israël du soir. C'est également ce moment que l’afikomane doit être consommé lors du seder de Pessa'h et que l'on peut réciter le Tikkoun hatzot.
- kriyat haguever (hébreu : קריאת הגבר) est un moment de la nuit très proche d’alot hasha'har. Selon Rav Shila, il signifie le chant du coq tandis que selon Rav, c'était un homme qui clamait les moments de la journée au Temple[7].
C'était à ce moment qu'on nettoyait les cendres de l'autel des offrandes et d'autres tâches au Temple.